# Apseudes vitjazi
Apseudes vitjazi är en kräftdjursart som beskrevs av Kudinova-pasternak 1970. Apseudes vitjazi ingår i släktet Apseudes och familjen Apseudidae. Inga underarter finns listade i Catalogue of Life.